# Tipula millardi
Tipula millardi är en tvåvingeart som beskrevs av Alexander 1965. Tipula millardi ingår i släktet Tipula och familjen storharkrankar. Inga underarter finns listade i Catalogue of Life.